# ناحیه ورنن، شهرستان کرافورد، اوهایو
ناحیه ورنن، شهرستان کرافورد، اوهایو (به انگلیسی: Vernon Township, Crawford County, Ohio) یک سکونتگاه مسکونی در ایالات متحده آمریکا است که در شهرستان کرافورد، اوهایو واقع شده‌است.

## خصوصیات
ناحیه ورنن ۵۵٫۷ کیلومترمربع مساحت و ۸۱۷ نفر جمعیت دارد و ۳۴۱ متر بالاتر از سطح دریا واقع شده‌است.